# Frătăuţii Vechi
Frătăuţii Vechi é uma comuna romena localizada no distrito de Suceava, na região de Bucovina. A comuna possui uma área de 35.89 km² e sua população era de 4757 habitantes segundo o censo de 2007.